# Gyropallet

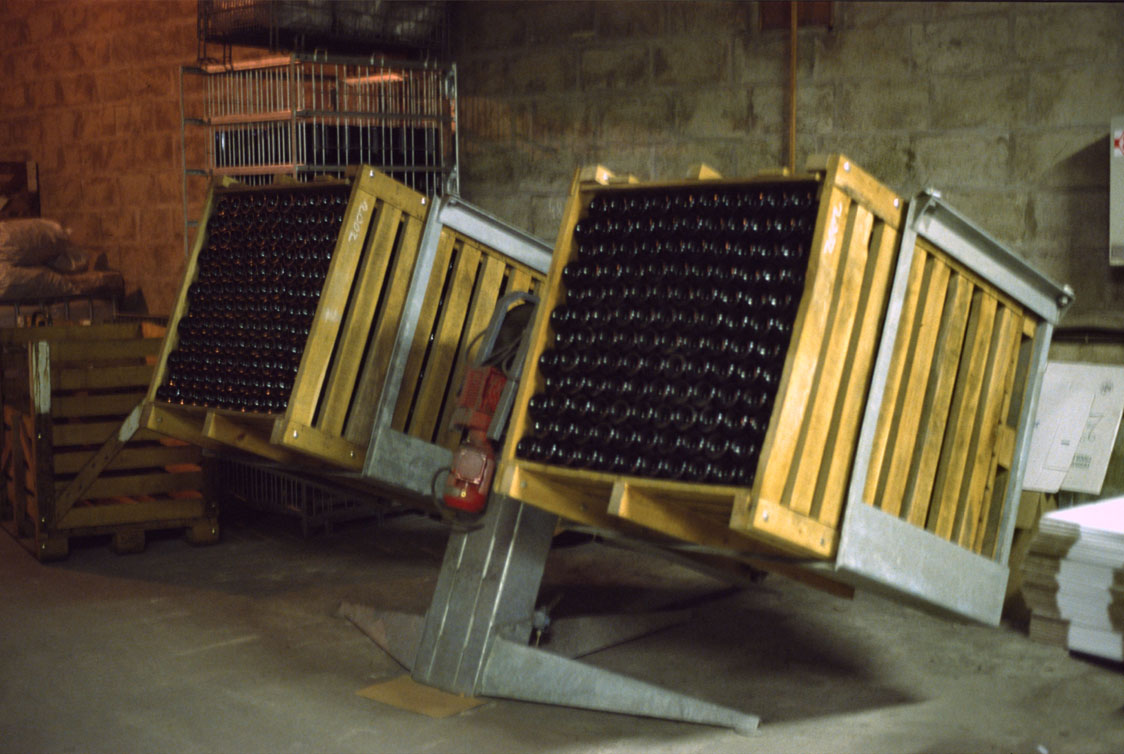
Gyropaletten in de Champagne

Een gyropallet is een elektrisch aangedreven en automatisch bestuurde pupitre. De pupitre is de in de méthode traditionnelle gebruikte houten stelling waarmee champagne wordt gemaakt. In het hout zijn zestig gaten geboord waarin een champagnefles past. De flessen champagne worden na toediening van de liqueur de tirage en de prise de mousse, de tweede gisting op fles, met de hals in de openingen gestoken, gedraaid en in een steeds iets meer verticale positie gebracht.
De gyropallet werd uitgevonden door de Fransmannen Claude Cazals en Jacques Ducion.
Vroeger werd dat draaien, de remuage, altijd met de hand gedaan. Dat is een arbeidsintensief karwei waarbij getrainde remueurs vijftig- tot zestigduizend flessen per dag schudden, draaien en verplaatsen. Het remueren van veertigduizend flessen op een dag is "normaal".
De gyropallet werkt volautomatisch. Wanneer de fles rechtop en met de kurk naar beneden is gebracht, verzamelt zich daar de dode gist en het depot. De beste champagnes zoals de cuvées de prestige en millésime worden daarna een periode van soms wel zeven jaar à point in de kelders bewaard. De wijn voedt zich dan met de gist. Goedkopere champagnes worden sneller gedegorgeerd en van de liqueur d'expédition voorzien.
De meer traditionele champagnehuizen laten hun flessen nog altijd met de hand draaien.